# Johanneskirken (Greve Kommune)
 For alternative betydninger, se Johanneskirken. (Se også artikler, som begynder med Johanneskirken)
Johanneskirken ligger i Greve Sogn i Greve Kommune.

## Historie
Bygget 1995 af arkitektfirma Keld Wohlert.

## Kirkebygningen
- Klokketårn

## Interiør
Kors og altervase af keramiker Per Rehfeldt. Vægtæpper af Vibeke Gregers.

### Alter
Tekst mangler, hjælp os med at skrive teksten

### Prædikestol
Tekst mangler, hjælp os med at skrive teksten

### Døbefont
Oktogon døbefont i keramik af keramiker Per Rehfeldt med dåbsfad i sølv af sølvsmed Claus Bjerring.

### Orgel
Orgel med 25 stemmer fra P.G. Andersen.

## Gravminder
Tekst mangler, hjælp os med at skrive teksten

## Eksterne kilder og henvisninger
- Johanneskirken hos KortTilKirken.dk